# Angolas herrlandslag i volleyboll
Angolas herrlandslag i volleyboll representerar Angola i volleyboll på herrsidan. Laget har deltagit i afrikanska mästerskapet.

### Fotnoter
1. ↑  Todor Krastev. ”Men Volleyball V Africa Championship 1983 Cairo, Egypt 07-14.12 - Winner Egypt (2nd)” (på engelska). http://todor66.com/volleyball/Africa/Men_1983.html. Läst 20 april 2024.